# Oreoloma matthioloides
Oreoloma matthioloides är en korsblommig växtart som först beskrevs av Adrien René Franchet, och fick sitt nu gällande namn av Viktor Petrovitj Botjantsev. Oreoloma matthioloides ingår i släktet Oreoloma och familjen korsblommiga växter. Inga underarter finns listade i Catalogue of Life.